# Plumularia megalocephala
Plumularia megalocephala är en nässeldjursart som beskrevs av George James Allman 1877. Plumularia megalocephala ingår i släktet Plumularia och familjen Plumulariidae. Inga underarter finns listade i Catalogue of Life.